# 昭和車站
昭和車站（日语：／ Shōwa eki */?）是一個位於神奈川縣川崎市川崎區扇町，屬於東日本旅客鐵道（JR東日本）鶴見線的鐵路車站。車站編號是JI 09。

## 車站結構

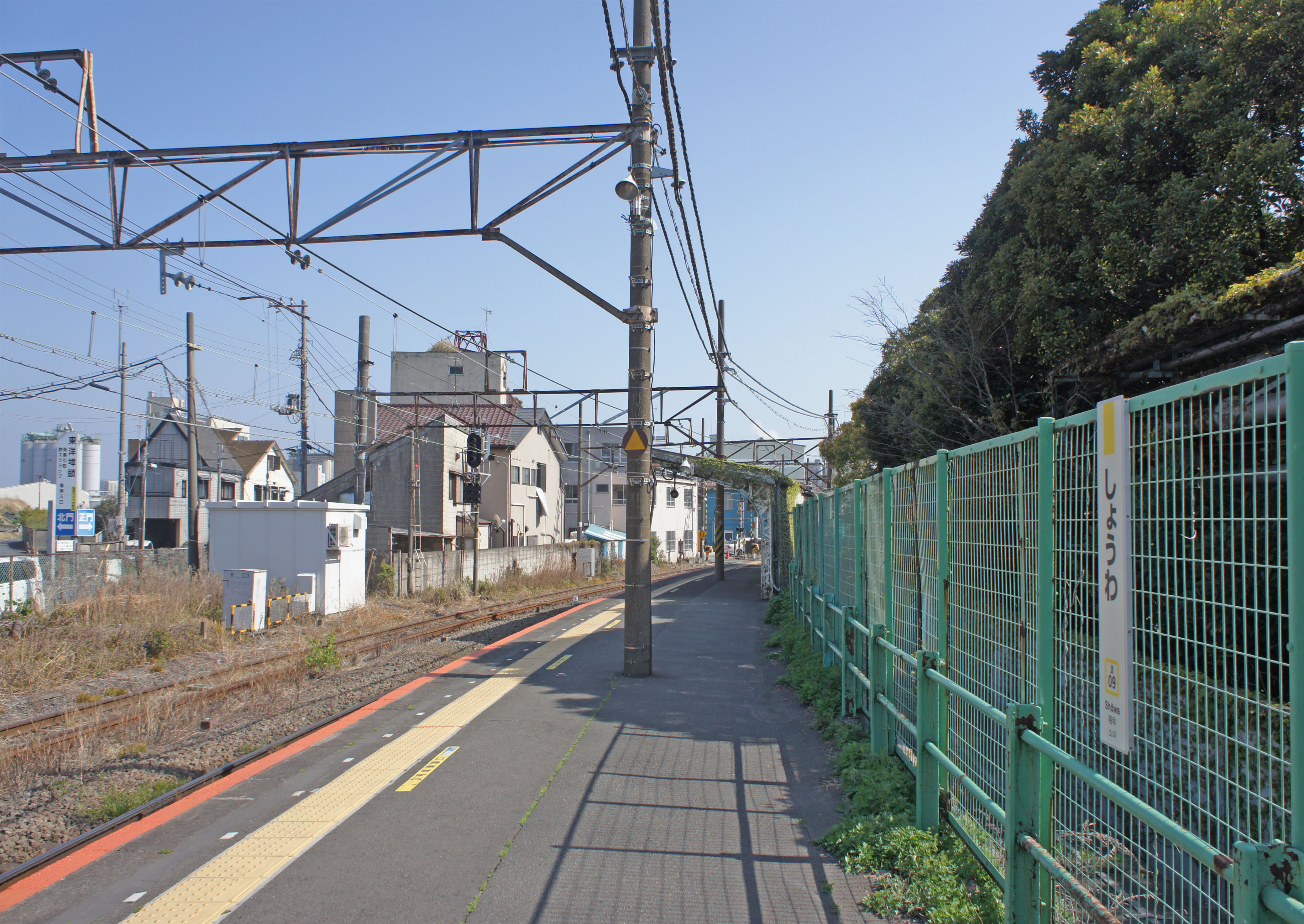
月台(2022年4月)

側式月台1面1線的地面車站。
| 月台 | 路線   | 方向     | 目的地   |
| ---- | ------ | -------- | -------- |
|      | 鶴見線 | 下行     | 扇町方向 |
| 上行 | 鶴見線 | 鶴見方向 |          |

- 月台(2022年4月)

## 使用情況
2008年度的1日平均上車人次為569人。

## 站名
因位於昭和肥料（昭和電工的前身）工廠附近，而命名為「昭和車站」。雖然川崎區內有地名「昭和」，但與此車站無關。昭和55年（1980年）5月5日，許多人為了收集票面日期印為55.5.5的車票，特地前來此站，日本國鐵特別從鶴見車站調派站員前來支援。昭和56年（1981年）7月8日，也有不少人為收集順號56.7.8的車票而來。
與二十世紀以來的日本年號同名之其他車站為：
- 東京都東京地下鐵明治神宮前車站（但沒有「明治車站」）
- 大阪府大阪環狀線與長崎縣島原鐵道的大正車站
- 熊本縣豐肥本線平成車站

2019年5月1日起，改年號為令和。同年8月4日，平成筑豐鐵道位於福岡縣行橋市的令和COSTA行橋車站啟用，是第一個以令和為名，且第一個在令和時代啟用的鐵路車站。

## 相鄰車站
東日本旅客鐵道（JR東日本）
 鶴見線
濱川崎（JI 08）－昭和（JI 09）－扇町（JI 10）

## 外部連結
- 車站資訊（昭和）：東日本旅客鐵道